# Mauro (conde dos assuntos militares)
Mauro (em latim: Maurus) foi um oficial militar romano do século IV, ativo durante no final do reinado do imperador Constâncio II (r. 337–361) e durante o reinado conjunto de Valente (r. 364–378) e Graciano (r. 367–383). Amiano Marcelino afirma que Mauro era notoriamente venal sob sua pretensão de ousadia, e que era maleável e não confiável em toda a sua conduta.
Mauro aparece pela primeira vez em 360, quando foi draconário dos petulantes na Gália. Segundo Amiano Marcelino, quando o césar Juliano estava indeciso se se revoltaria contra Constâncio II, Mauro lhe ofereceu seus serviços e foi nomeado como seu guarda-costa. Em 377, foi nomeado conde dos assuntos militares na Trácia em sucessão de Frigérido.